# Лесура
Лесура (болг. Лесура) — село в Болгарии. Находится в Врачанской области, входит в общину Криводол. Население составляет 955 человек.

## Политическая ситуация
В местном кметстве Лесура, в состав которого входит Лесура, должность кмета (старосты) исполняет Евгени  Захариев Димитров (Болгарская социалистическая партия (БСП)) по результатам выборов правления кметства.
Кмет (мэр) общины Криводол — Николай Георгиев Иванов (Болгарская социалистическая партия (БСП)) по результатам выборов в правление общины.